# Ornithoctonus andersoni
Ornithoctonus andersoni é uma espécie de aranha pertencente à família Theraphosidae (tarântulas).